# Лушечкина, Любовь Дмитриевна
Любовь Дмитриевна Лушечкина (13 сентября 1951) — советская и российская театральная актриса, народная артистка России (2008), актриса Новгородского театра драмы.

## Биография
Родилась 13 сентября 1951 года в городе Екатеринбурге.
В школьные года увлекалась театром. Постоянно участвовала в различных постановках, занималась в театральном кружке. В выпускном классе девочка определилась с будущей профессией. 
Лушечкина поступила учиться в Екатеринбургский государственный театральный институт по специальности «актер драматического театра и кино». Мастером группы был Владимир Николаев. Учебное заведение с успехом окончила в 1973 году.
По распределению Любовь Дмитриевна была направлена в Ижевский русский драматический театр имени Короленко, а затем переехала в Казахстан в Алма-Атинский Республиканский русский драматический театр. 20 января 1980 года она была принята на работу в труппу Новгородского академического театра драмы имени Федора Михайловича Достоевского.
Актрисе свойственно выступать в амплуа лирико-драматической героини.  
В конце января 2019 года состоялась премьера кинофильма «Спасти Ленинград», где Любовь Лушечкина сыграла одну из своих немногочисленных ролей в кино - старушку. 

## Награды
- Народная артистка России (2008).
- Заслуженная артистка России (1998).

## Работы в театре
Новгородский театр драмы имени Ф. М. Достоевского
- Танцовщица - "Стойкий оловянный солдатик" В. Саруханов (1984 год)
- Хаггита - "Девятый праведник" Е. Юрандот (1989 год)
- Мария Тимофеевна Лебядкина - "Бесы" Ф. М. Достоевский (1990 год)
- "Декамерон" Джованни Боккаччо (1992 год)
- Царевна Ирина - "Смерть Иоанна Грозного" А. К. Толстой (1992 год)
- Агафья - "Золотое перо" С. Прокофьева, И. Токмакова (1993 год)
- Серафима Владимировна Корзухина - "Сны о России" М. А. Булгаков (1993 год)
- Маргарита Бургундская - "Нельская башня" Александр Дюма (1995 год)
- Вера - "Яма" А. И. Куприн (1995 год)
- Гувернантка - "Голый король" Е. Шварц (1995 год)
- Ариана - "Авантюрист с мольбертом" Клод Манье (1996 год)
- Матрёна - "Праздничный сон - до обеда" А. Н. Островский (1996 год)
- Лиза - "Сначала я тебя любила..." Н. Птушкина (1996 год)
- Ольга Ивановна Флерова - "Скажи, что ты меня прощаешь..." по пьесе И. Грековой, П. Лунгина "Вдовий пароход" (2004 год)
- Ольга Яковлевна - "Браво, Лауренсия!" Н. Птушкина (2004 год)
- Глафира Климовна Глумова; Манефа - "На всякого мудреца довольно простоты" А. Н. Островский (2005 год)
- Мерион Селби - "Миссис Пайпер ведет следствие" Джек Попуэлл (2006 год)
- Протич - "ДР." ("Доктор философии") Бранислав Нушич (2007 год)
- Нюшка - "Сны о несбывшейся любви" ("День космонавтики") Е. Унгард (2007 год)
- Анна Григорьевна Достоевская - "Я счастлива, счастлива, счастлива!.." Е. Белодубровский, С. Белов (2007 год)
- Миссис Голайтли - "Как управлять мужем" Сомерсет Моэм (2008 год)
- Матильда - "Укрощение дикаря" Алехандро Касона (2009 год)
- Светозара - "Александр Невский" (2009 год)

## Фильмография
Любовь Лушечкина исполнила три роли в кино:
- 1979 — Погоня в степи, эпизод;
- 1992 — Гроза над Русью, крестьянка с коровой;
- 2019 — Спасти Ленинград, хозяйка бала;